# Dispaschör
Dispaschör (franska dispacheur) är en av regeringen förordnad person som upprättar dispascher (haveriutredningar) och fungerar som skiljedomare vid tvister om  sjöförsäkringsavtal. För att kunna bli utsedd till dispaschör skall personen i fråga vara lagfaren, det vill säga ha avlagt juristexamen och ha domarkompetens.
I svenskan har ordet förekommit sedan 1750. I Sverige har dispaschörer funnits i Stockholm, Göteborg, Malmö och Härnösand. Efter 1972 är för hela landet endast en person förordnad med säte i Göteborg och med titeln "Sveriges dispaschör".
Dispasch är en utredning om så kallat gemensamt haveri, där kostnaderna för skador som  uppkommit ska fördelas mellan fartygsägare, lastägare och befraktare men i praktiken mellan dessas försäkringsgivare. Regelverket för detta är internationellt men har kritiserats som efter moderna förhållanden onödigt komplicerat. I många länder, bland annat i Skandinavien, har dispaschörer statligt förordnande, medan bland andra Storbritannien och USA saknar lagstiftning om deras verksamhet. Den kontrolleras där i stället av privata branschorganisationer.

## Lista över dispaschörer i Sverige

### Göteborg
- Johan Didrich Öhlisch (1813–1814)
- Johan Carl Öhlisch (1817–1849)
- H.G. Wessberg (1849–1858)
- Theodor Berger (1858–1888)
- Leonard Nyman (1889–1904)
- Conrad M. Pineus (1904–1935)
- Kaj Pineus (1935–1980)
- Jan Sandström (1980–1998)
- Svante O. Johansson (1998–2011)
- Magnus Widebeck (2012–2023)[6]
- Paula Bäckdén (23 december 2023–22 december 2029)[7]

### Stockholm
- Charles Hoffman (1752–1796)
- Lucas von Breda (1752–1796)
- Carl Cassel (1799–1834)
- Eric Flygarson (1835–1854)
- J.A. Nordwall (1854–1867)
- Wilhelm d'Aubigné (1867–1883)
- Carl Johan Jonsson (1883–1907)
- Per Hasselrot (1907–1944)
- Gösta Hasselrot (1944–1972)

### Malmö
- Arvid Törnblom (1894–1924)

### Härnösand
- Per Emanuel Huss (1878–1913)